# Aria Giovanni
Aria Giovanni (ur. 3 listopada 1977 w Long Beach) – amerykańska aktorka pornograficzna i modelka pochodzenia włoskiego. 

## Życiorys

### Wczesne lata
Urodziła się w Long Beach w stanie Kalifornia. Jej ojciec miał pochodzenie jugosłowiańskie i włoskie. Wychowała się w Los Angeles.
W wieku dwunastu lat przeszła terapię odwykową z powodu problemów z alkoholem i narkotykami, która trwała 26 miesięcy. Podczas drugiego roku terapii ukończyła dwie klasy szkoły, co pozwoliło jej udać się szybciej do szkoły średniej. Podczas nauki dorabiała jako kelnerka i także wtedy zdecydowała się na karierę aktorki.
Uczęszczała do szkoły średniej w hrabstwie Orange. W tym też czasie przeniosła się do Uniwersytetu Kalifornijskiego w San Diego, gdzie podjęła studia z dziedziny biochemii, a także jako drugi kierunek, z pisarstwa angielskiego.

### Kariera
W 1999 pozowała dla amatorskich stron internetowych. W 2000 roku, aktorka porno Aimee Sweet przedstawiła Arię Giovanni fotografce modelek Suze Randall. Randall w maju tego roku wykonała zdjęcia Giovanni, które ukazały się we wrześniowym numerze magazynu „Penthouse”. W tym samym czasie pojawiła się na stronie internetowej Bomis, gdzie pozowała w konkursie Ferrari. Pozowała też do premierowego wydania „Mystique Magazine”. 
Debiutowała w filmie Girlfriends (2001) w reżyserii Andrew Blake’a obok April Flowers, Hannah Harper, Justine Joli, Monica Mendez i Sierry Sinn. 
Oprócz tradycyjnych filmów pornograficznych (tylko softcore) gra również w filmach fetyszystycznych i BDSM. 
W parodii reality show CBS Survivor - Survivors Exposed, którego emisja miała miejsce 16 listopada 2001, grała postać Moniki Snatch.
30 października 2002 roku gościła w programie Howarda Sterna, a także w serialu dokumentalnym Dana Chaykina Pornucopia: Going Down in the Valley (2004) i filmie dokumentalnym Niny Brownfield-Berry Boobs: An American Obsession (2010).
W lipcu 2006 ponownie trafiła na okładkę magazynu „Penthouse”, 6 czerwca 2007 była modelką dnia magazynu „Playboy”, a w grudniu 2007 jej zdjęcia znalazły się w magazynie „Hustler”.

### Życie prywatne
Po raz pierwszy wyszła za mąż w wieku 21 lat, rozwiodła się 5 tygodni później. Od roku 2002 do września 2006 była żoną Johna 5, gitarzysty Marilyn Manson i grupy Roba Zombie. Mają dwójkę dzieci.
Prowadziła blog podróżniczy, na którym zamieszczała opisy odwiedzonych miejsc. Na blogu dostępna jest również mapa państw, które odwiedziła oraz tych, do których chce się udać. Wśród odwiedzonych państw znajduje się między innymi Polska.

## Nagrody i nominacje
| Rok  | Nagroda    | Kategoria                            | Rezultat  |
| ---- | ---------- | ------------------------------------ | --------- |
| 2010 | XBIZ Award | Internetowa ulubienica/Gwiazdka roku | Nominacja |